# Гай Папирий Карбон (трибун 67 пр.н.е.)
Вижте пояснителната страница за други личности с името Гай Папирий Карбон.
Гай Папирий Карбон (на латински: Gaius Papirius Carbo) e политик на Римската република през края на 1 век пр.н.е. Произлиза от плебейския клон Карбони на старата римска фамилия Папирии.
През 67 пр.н.е. той е народен трибун. Консули тази година са Маний Ацилий Глабрион и Гай Калпурний Пизон. Те издават строгия закон против нелегална изборна реклама Lex Acilia Calpurnia. Карбон обвинява през 67 пр.н.е. Марк Аврелий Кота в присвояване на плячка при завладяването на Хераклея Понтика.
През 62 пр.н.е. Карбон става претор.